# 一個人的二重唱
《一個人的二重唱》（日語：ひとりぼっちのデュエット）是日本樂團夢工場（今The Blimp Club）的第2張單曲。1986年11月5日由Canyon Record（今Pony Canyon）發行。

## 解說
A面歌曲「一個人的二重唱」曾被選為富士電視台電視動畫《鄰家女孩》的第4期（第80話－第93話）片頭主題曲使用。至於B面歌曲「忘記你的那個下午」同樣也被同名電視動畫選為第4期（第80話－第101話／最終話）片尾主題曲使用。
1986年11月27日，該歌曲主唱夢工場曾在TBS電視台音樂節目《The Best Ten》的單元「今週」一度進行現場演場。

## 收錄歌曲
1. 一個人的二重唱（ひとりぼっちのデュエット）
  - 作詞：賣野雅勇（日语：売野雅勇），作曲、編曲：芹澤廣明（日语：芹澤廣明）
  - 富士電視台電視動畫《鄰家女孩》第4期片頭主題曲
2. 忘記你的那個下午
  - 作詞：高柳戀（日语：高柳恋），作曲、編曲：後藤次利
  - 富士電視台電視動畫《鄰家女孩》第4期片尾主題曲

## 來源
1. ↑  . Oricon.   [2017-07-01]. （原始内容存档于2011-07-16） （日语）.

## 相關項目
- 1986年歌曲（日语：1986年の音楽）